# British Regulars

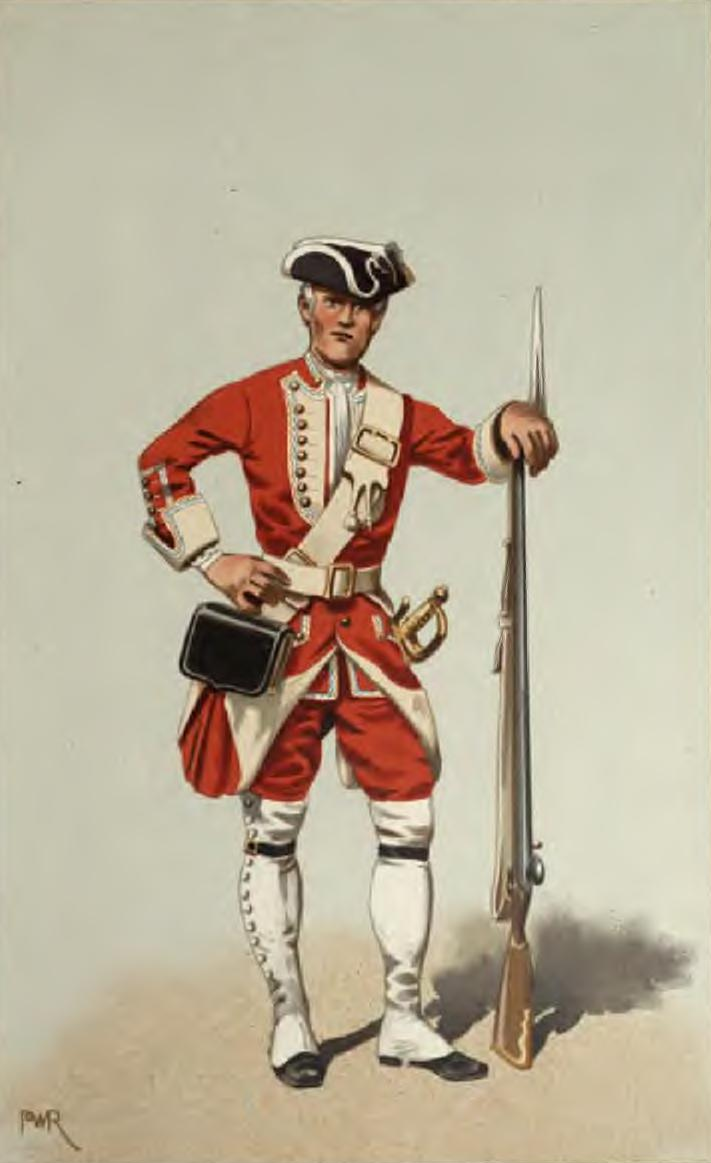
Ilustração de um
British Regular (1742).

British Regulars (em português poder-se-á traduzir para "Britânicos Regulares", no sentido de militares britânicos em geral), era a designação comumente usada para descrever os militares de infantaria britânicos da era napoleônica, os British Regulars eram reconhecidos por seu distinto uniforme vermelho e desempenho de combate bem disciplinado.
Conhecidos no folclore britânico como os "Red Coats", esses militares rigidamente treinados foram a espinha dorsal do exército britânico nos séculos XVIII e XIX.

## Visão geral
Existem várias razões possíveis pelas quais o Exército Britânico vestiu seus "regulars" de vermelho:
- O motivo mais comumente declarado é que isso esconderia o aparecimento de sangue no campo de batalha, possivelmente desmoralizando as tropas. Isso é improvável porque o sangue apareceria preto nas túnicas de sarja vermelha, e as calças brancas, ou "buff" que eram comumente fornecidas, não esconderiam sangue algum.
- Outra possível explicação seria que a tinta vermelha era relativamente barata, permitindo que o Exército desse a suas tropas um equipamento melhor sem desperdiçar dinheiro com tintas mais caras. Outra boa razão pode ser que os oficiais britânicos precisavam ser capazes de identificar seus homens em meio à fumaça densa. O vermelho se mostraria melhor através da fumaça de armas do que a maioria das outras cores.
- Uma última possibilidade é que o vermelho seja a cor primária no "Royal Standard", o Royal Coat of Arms, e seja a cor da Cruz de São Jorge (São Jorge é o santo padroeiro da Inglaterra).

Durante as Guerras Napoleônicas, os British Regulars eram um grupo bem disciplinado de soldados de infantaria, de todas as patentes, com anos de experiência em combate, incluindo nas Américas, a Rebelião Irlandesa de 1798 e a Guerra de 1812. Cerca de metade dos British Regulars, a maioria estava entre 18 e 29 anos; e mais de 60% dos regulars mediam de 5 pés e 4 polegadas, a  5 pés e 7 polegadas. O governo britânico na época não permitia que os homens alistados tivessem mais de 45 anos. Para o período logo após as Guerras Napoleônicas, quando a demanda por homens não era tão urgente, uma análise de 1.000 homens recrutados em Londres revelou que 47,6% tinham entre 5 pés e 6 polegadas e 5 pés 7 polegadas de altura; pouco mais de 7% eram mais baixos do que isso, 40% entre 5 pés e 7 polegadas e 5 pés e 10 polegadas, e menos de 4% mais altos, com apenas dois homens com mais de 6 pés. A medida média do tórax foi de 32,66 polegadas

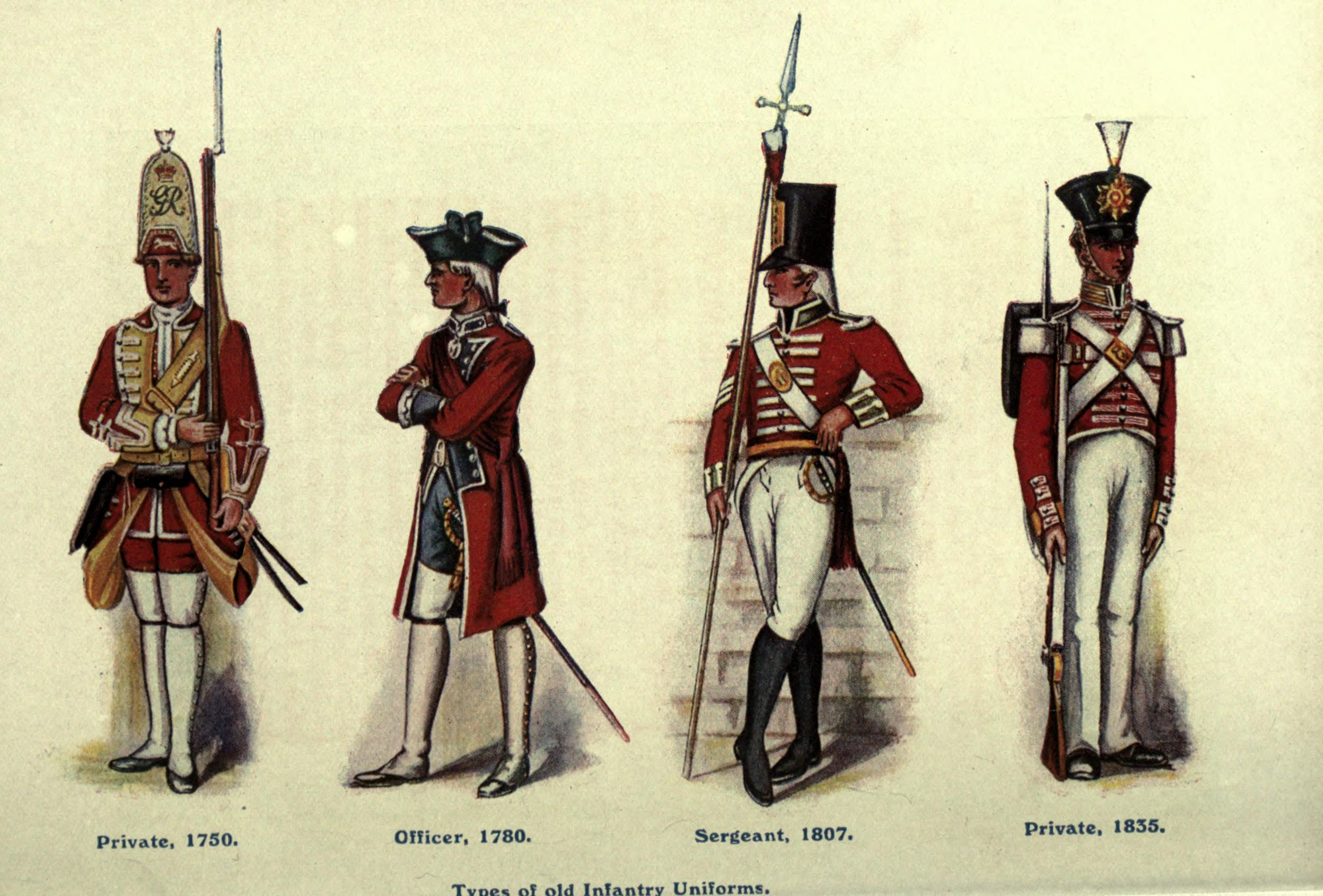
Ilustração dos uniformes dos British Regulars por patente.

Embora normalmente sob o comando inglês, muitos dos regulars alistados eram escoceses ou irlandeses. Um pequeno número de regulars era da Prússia e de outros estados da Confederação Alemã. Dessas múltiplas origens, surgiram também as duas diferentes “Escolas de Pensamento”, a 'Americana' e a 'Alemã'.
A escola americana concentrava-se em táticas de infantaria leve de formação aberta que eram adequadas para áreas de terreno rígido e áreas de floresta densa, mais adequadas contra inimigos que não tinham cavalaria nem artilharia. A escola "americana" favorecia fileiras de infantaria de duas profundidades e o uso de infantaria leve com rifles. A escola alemã se concentrou em uma ordem de perfuração rigorosa e disciplinada, adequada para as vastas planícies centrais da Europa. Essa abordagem era preferida em grandes campos de batalha, onde o inimigo tinha um grande número de cavalaria e artilharia. A escola "alemã" favorecia fileiras de infantaria de três profundidades e o uso de mosquetes de cano liso.
Depois de 1855, começando na Índia e gradualmente se estendendo para outros postos coloniais, os uniformes escarlates eram frequentemente substituídos por cáqui em campanha por razões táticas, ou seja, camuflagem. No entanto, só em 1902, com a introdução de um traje de serviço cáqui universal, o escarlate seria oficialmente abandonado como traje de campanha para as operações europeias. O clássico British Regular ficou mais famoso por suas ações na Batalha de Culloden (1746), na Guerra dos Sete Anos (1756-1763), na Guerra Revolucionária Americana (1775-1783), na Guerra Peninsular (1808-1815), na Guerra de 1812 (1812–1814) e na Campanha de Waterloo (1815).